# The BossHoss
The BossHoss är en musikgrupp från Berlin som 2004 började göra country-versioner av olika berömda pop, rock och hiphop-låtar som till exempel "Hot in Herre" av Nelly, "Toxic" av Britney Spears och "Hey Ya!" av Outkast. Bandet härmar den stereotypa hillbilly-stilen och sjunger sina låtar med en amerikansk sydstatsdialekt. Bandet refererar till sin musik som "Country Trash Punk Rock".

## Bandmedlemmar
Nuvarande medlemmar
- Boss Burns (Alec Völkel) – sång, tvättbräda
- Hoss Power (Sascha Vollmer) – sång, akustisk gitarr, elgitarr
- Sir Frank Doe (Ansgar Freyberg) – trummor
- Guss Brooks (André Neumann) – akustisk bas, elbas
- Russ T. Rocket (Stefan Buehler) – elgitarr
- Ernesto Escobar de Tijuana (Tobias Fischer) – slagverk, keytar, melodika
- Hank Williamson (Malcolm Arison) – mandolin, tvättbräda, "stylophone", harpa

Tidigare medlemmar
- Michael Frick – kontrabas
- Hank Doodle (Mathias Fauvet) – mandolin, tvättbräda, harpa
- Russ T. Nail (Dean Micetech) – elgitarr
- Russ (Boris Kontorkowski) – elgitarr

## Diskografi

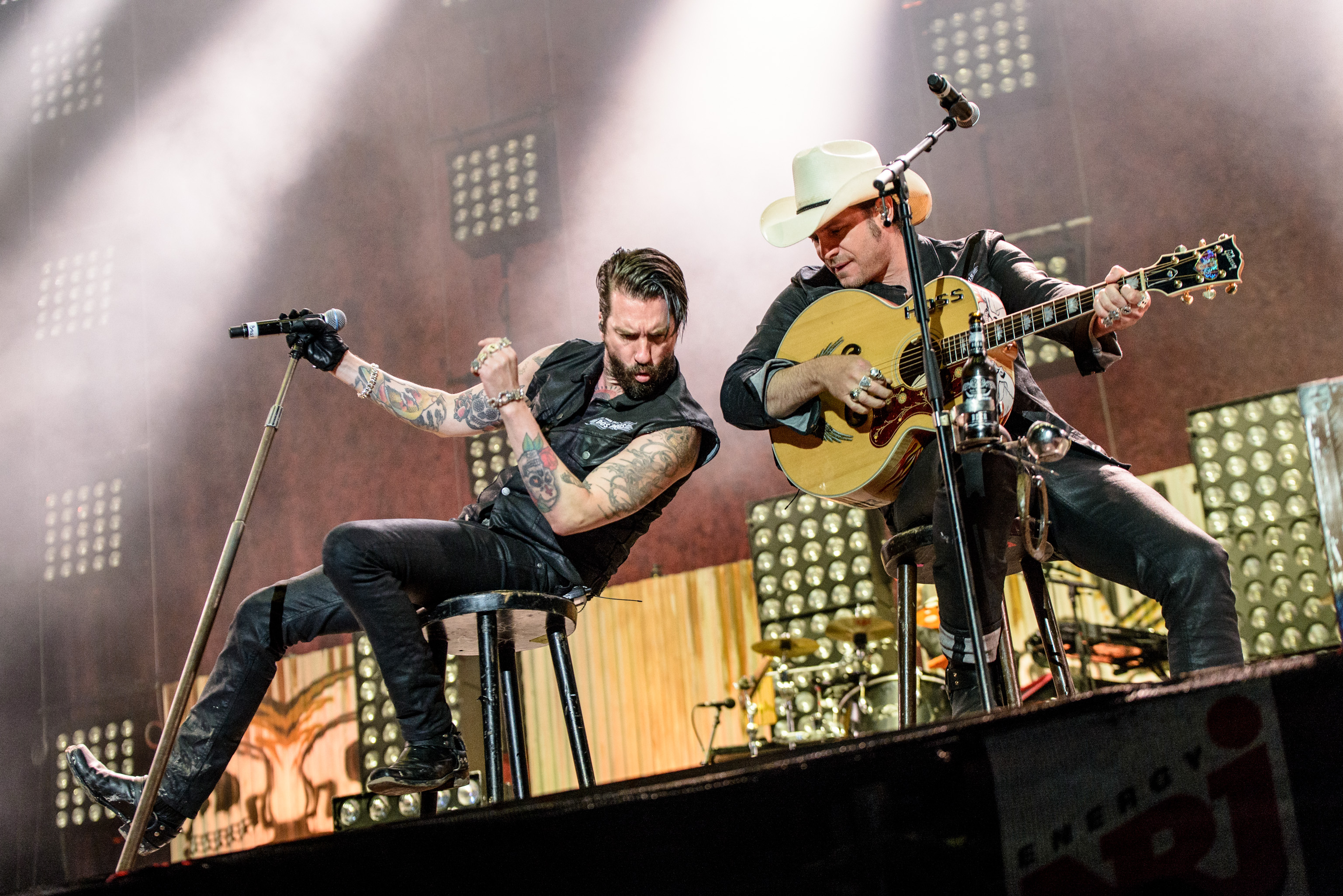
Live @ 2016.

### Album
- Internashville Urban Hymns (2005)
- Rodeo Radio (2006)

### Singlar
- "Hey Ya!" (2005)
- "Hot In Herre" / "Like Ice In The Sunshine" (2005)
- "Christmas-CD" (2005)
- "I Say A Little Prayer" / "You'll Never Walk Alone" (2006)
- "Ring, Ring, Ring" (2006)
- "Rodeo Radio" (2006)
- "Liberty of Action" (2011)

### DVD
- Internashville Urban Hymns, die DVD (2005)